# Maasgouw
Maasgouw (en limburgués: Maasgoew) es un municipio de la Provincia de Limburgo al sureste de los Países Bajos, creado el 1 de enero de 2007 por la fusión de tres antiguos municipios: Heel, Maasbracht y Thorn.

## Historia
La zona estaba dividida entre la abadía imperial de Thorn (gobernada por una abadesa católica) y el Ducado de Güeldres, anexionado en 1543 a los Países Bajos de los Habsburgo. En 1633 los españoles construyeron un fuerte en una isla del Mosa, ocupado por las Provincias Unidas en 1702.